# Narcine tasmaniensis
Narcine tasmaniensis är en rockeart som beskrevs av Richardson 1841. Narcine tasmaniensis ingår i släktet Narcine och familjen Narcinidae. IUCN kategoriserar arten globalt som livskraftig. Inga underarter finns listade i Catalogue of Life.